# Solothurner Schultheissen
Der Schultheiss war ab Mitte des 14. Jahrhunderts das Oberhaupt im Stande Solothurn. Er hatte den Vorsitz in den Räten, im Gericht und im Kriegsrat, und ihm war die Stadtwache unterstellt.

## Geschichte
Die namentliche Einordnung der Solothurner Schultheissen (Stadtvorstehern) kann in drei zeitliche Perioden unterteilt werden:
Periode der Reichsvögte: Der Schultheiss wurde vom jeweiligen Reichsvasallen, dem regionalen Stellvertreter des deutschen Kaisers, eingesetzt. Bis zur Periode der Zähringer gibt es keine Überlieferung, unter den Zähringern (bis 1218) dann ist ein einziger Name bekannt: Albertus Causidicus, übers. Rechtsvertreter – er war im Schultheissen-Amt wie viele seiner Nachfolger auch Richter.
Periode der Reichs-Unmittelbarkeit: Der Schultheiss wurde ab 1218 vom Reich direkt eingesetzt. Die Überlieferung ist lückenhaft, bis 1252 sind nur die Vornamen der Schultheissen überliefert, die Zuweisung zu Familien erfolgte später und ist unsicher.
Mit Hugo  von Buchegg, nachfolgend ebenfalls Schultheiss, trat eine Änderung ein: Kaiser Heinrich VII. ernannte ihn 1313 aufgrund seiner Kriegs-Verdienste für das Reich zum Reichsvasallen und verpfändete ihm und seinen Nachfahren das Schultheissen-Amt, in das sie auch Dritte einsetzen durften. Es wurde also hier vorübergehend wieder eine Art Reichsvogt zwischengeschaltet:
Periode der von der Bürgerschaft gewählten Schultheissen: Das Schultheissen-Wahlrecht ging dann ab circa 1344 durch Erbgang an die Stadt-Bürgerschaft über.
Die Amtszeit dauerte von 1451 bis 1644 zwei Jahre, ab 1644 ein Jahr. Nach Beendigung der Amtszeit wurde der abtretende Schultheiss Altschultheiss und damit Stellvertreter des Schultheissen. Häufig besetzte dieselbe Person über längere Zeit abwechselnd das Amt des Schultheissen und des Altschultheissen. Verstarb ein Schultheiss im Amt, übernahm bis 1652 der Altschultheiss die Geschäfte bis zum Ende der Amtszeit; ab 1652 wurde sofort ein neuer Schultheiss gewählt. Das Amtsjahr begann bis 1797 am 24. Juni (St. Johann Baptist), ab 1803 am 1. Januar. Mit dem Einfall der Franzosen am 2. März 1798 wurde das Amt vorübergehend aufgehoben, mit der Mediation 1803 aber wieder eingeführt, am Ende der Restauration 1831 dann endgültig abgeschafft.

## Liste der Schultheissen
Die Liste stützt sich auf das Historisch-biographische Lexikon der Schweiz und für den Zeitraum 1325–1500 auf die Liste von Sigrist im Anhang des Artikels Grans (1954). Die Schreibweise der Namen richtet sich nach dem Historischen Lexikon der Schweiz, soweit sie dort zu finden sind. Die Jahresangaben beziehen sich bis zum Ende des 18. Jahrhunderts auf das Amtsjahr, 1327/28 z. B. meint den Zeitraum vom 24. Juni 1327 bis zum 24. Juni 1328, 1465/67 meint die zweijährige Amtszeit vom 24. Juni 1465 bis zum 24. Juni 1467. Massgebend für die geraden oder ungeraden Jahre ab 1644 ist das Jahr, in dem die Amtszeit beginnt (1764/65 = gerades Jahr, 1765/66 = ungerades Jahr).
| Name                                           | Amtszeit | Bemerkungen |
| ---------------------------------------------- | --- | --- |
| Albertus (causidicus)                          | 1182 erwähnt | |
| Rudolf der Riche?                              | 1227 erwähnt | Zuschreibung zur Familie der Riche zweifelhaft |
| Ulrich ?                                       | 1235 erwähnt | Nur im Artikel Riche von Sigrist erwähnt, nicht im HBLS |
| Heinrich der Riche                             | 1249, 1250, 1252 erwähnt | Sehr wahrscheinlich nicht Heinrich von Attiswil, wie bei Haffner und im HBLS aufgeführt, evtl. ein Heinrich aus der Familie der Riche                                                                             |
| Otto von Oltingen                              | 1268 erwähnt | |
| Hartmann von Baldwile                          | 1270, 1271 erwähnt | |
| Werner von Utzenstorf                          | 1281 erwähnt | |
| Kuno von Gampelen                              | 1288 erwähnt | |
| Walter von Aarwangen                           | 1290 erwähnt | |
| Ulrich II. der Riche                           | 1295, 1308, 1313, 1323–1325 erwähnt, 1325/26, 1334/35 | |
| Ulrich Multa                                   | 1313, 1314 erwähnt | |
| Hugo von Buchegg                               | 1315 erwähnt | «Der erste bedeutende Reisläufer Solothurns» |
| Heinrich von Buchegg                           | 1316 erwähnt | |
| Werner von Wolhusen                            | 1326/27 Statthalter | |
| Pantaleon von Gebstrasse                       | 1327/28 | |
| Konrad von Dürrach                             | 1328/29–1333/34, 1336/37–1339/40 | Die von Dürrach verfolgen eine eher bernfreundliche Politik |
| Hugo von Dürrach                               | 1335/36, 1346/47 | |
| Johann Grans                                   | 1340/41–1345/46, 1347/48, 1357/58–1360/61, 1363/64, 1367/68, 1369/70–1371/72                                                                             | In seiner Amtszeit geht das Schultheissenwahlrecht an die Stadt über. Wahrt Distanz zu Bern, begründet die Solothurner Territorialpolitik                                                                         |
| Johann von Dürrach                             | 1348/49–1356/57 | |
| Jost der Riche                                 | 1361/62–1362/63, 1365/66, 1368/69, 1374/75–1376/77 | |
| Wernher vor Kilchen                            | 1364/65, 1366/67 | |
| Konrad II von Dürrach                          | 1372/73–1373/74 | |
| Mathias von Altreu                             | 1377/78–1383/84 | |
| Henmann von Dürrach                            | 1384/85–1410/11 | |
| Jakob von Wengi                                | 1411/12–1412/13, 1417/18–1418/19 | Einer der ersten bürgerlichen Schultheissen |
| Imer von Spiegelberg                           | 1413/14–1416/17 | |
| Johannes Wagner                                | 1419/20–1420/21 | |
| Henmann von Spiegelberg                        | 1421/22–1450/51 | |
| Niklaus von Wengi der Ältere                   | 1451/53, 1459/61, 1463/65, 1467/68 bis 11. Jan. 1468 | |
| Burkhart Fröwi von Buchegg                     | 1453/55 | |
| Ulrich Byss                                    | 1455/57, 1461/63, 1465/67, 1468/70, 1472/74, 1476/78, 1480/82, 1484/86                                                                                   | Spielte eine führende Rolle bei den territorialen Expansionsbestrebungen, profranzösische Haltung. In seiner Amtszeit Aufnahme Solothurns in den eidgenössischen Bund 1481                                        |
| Hartmann vom Stein                             | 1457/59 | |
| Conrad Vogt                                    | 1470/72, 1474/76, 1482/84, 1486/88, 1490/92 | |
| Henman Hagen                                   | 1478/80, 1488/90, 1492/94, 1496/98 | Als Altschultheiss zusammen mit Stadtschreiber Hans vom Staal Gesandter Solothurns bei der Tagsatzung von Stans 1481 (Aufnahme Solothurns in den Bund der Eidgenossen); vom Staal spielte aber die führende Rolle |
| Niklaus Conrad                                 | 1494/96, 1498/1500, 1502/04, 1506/08, 1510/12, 1514/16, 22. Sep. 1516–24. Juni 1517 als Statthalter, 1519/20 bis 10. April 1520                          | In der Schlacht bei Dornach Anführer der Solothurner |
| Daniel Babenberg                               | 1500/02, 1512/14, 24. Juni 1516–November 1516 (abgesetzt)                                                                                                | Guter Militärführer und Diplomat, aber prozesssüchtig, was ihn schliesslich sein Vermögen kostete und zu Flucht und Absetzung führte                                                                              |
| Urs Byss                                       | 1504/06, 1508/10 | |
| Peter Hebolt                                   | 1517/19, 1522/24, 1526/28, 24. Juni 1530–9. Okt. 1531 | Während der Reformation führender Vertreter der Altgläubigen |
| Hans Stölli                                    | 1520/22, 1524/26, 1528/30, 10. Okt. 1531–24. Juni 1532 als Statthalter                                                                                   | Zeigte ein gewisses Verständnis für die Anliegen der Reformation |
| Niklaus von Wengi der Jüngere                  | 1532/34, 1536/38, 1540/42, 11. Okt. 1542–24. Juni 1543 als Statthalter, 1545/47, 7. Dez. 1547–24. Juni 1548 als Statthalter, 24. Juni–10. Dez. 1548      | Verhinderte 1533 den Ausbruch eines Bürgerkriegs zwischen Protestanten und Altgläubigen |
| Urs Hugi                                       | 1534/36, 1538/40, 24. Juni–2. Okt. 1542 | |
| Urs Schluny                                    | 1543/45, 24. Juni–6. Dez. 1547 | |
| Urs Sury der Ältere                            | 1549/51, 1553/55, 1557/59, 16. Aug. 1559–24. Juni 1560 als Statthalter, 1562/64, 1566/68                                                                 | |
| Conrad Graf                                    | 1551/53, 1555/57, 24. Juni–14. Aug. 1559 | |
| Urs Schwaller                                  | 1560/62 | |
| Urs Ruchti                                     | 1564/66, 1568/70, 1572/74, 1576/78, 1580/82 | |
| Urs Wielstein                                  | 1570/72, 1574/76 | Studierte in Paris, Humanist |
| Urs Sury der Jüngere                           | 1578/80, 1582/84, 1586/88, 1590/92 | |
| Stephan Schwaller                              | 1584/86, 1588/90, 1592/94 | |
| Lorenz Arregger                                | 1594/96, 1598/1600, 1602/04, 1606/08, 1610/12, 1614/16 bis 11. Jan. 1616                                                                                 | |
| Wolfgang Degenscher                            | 1596/98, 1600/02 | |
| Peter Sury der Ältere                          | 1604/06, 1608/10, 1612/14, 13. Jan. –24. Juni 1616 als Statthalter, 1616/18                                                                              | |
| Hans Georg Wagner der Ältere                   | 1618/20, 1622/24, 1626/28, 24. Juni–11. Dez. 1630 | |
| Werner Saler                                   | 1620/22 | |
| Johann von Roll                                | 1624/26, 1628/30, 13. Dez. 1630–24. Juni 1631 als Statthalter, 1631/33, 1635/37, 28. März–24. Juni 1639 als Statthalter, 1639/41, 24. Juni–21. Okt. 1643 | Führte ein autokratisches Regime, verfolgte eine an Frankreich angelehnte Politik |
| Werner Brunner                                 | 1633/35, 1637/39 bis 26. März 1639 | |
| Hieronymus Wallier                             | 1641/43 | |
| Johann Schwaller (von Ammannsegg)              | 1644/45–2. Nov. 1652 in den geraden Jahren | |
| Mauritz Wagner                                 | 1645/46–23. Dez. 1653 in den ungeraden Jahren | |
| Hans Ulrich Sury                               | 1652/53 ab 4. Nov. 1652, 1654/55–1658/59 in den geraden Jahren                                                                                           | |
| Hans Jakob vom Staal der Jüngere               | 1653/54 ab 24. Dez. 1653, 1655/56 | Vermittler in eidgenössischen Konflikten, förderte die Ansiedlung der Jesuiten, ab 1640 Kritiker einer zu starken Anlehnung an Frankreich                                                                         |
| Hans Wilhelm von Steinbrugg                    | 1657/58–25. Aug. 1675 in den ungeraden Jahren | |
| Johann Friedrich Stocker                       | 1660/61–3. Juli 1674 in den geraden Jahren | |
| Peter Sury der Jüngere                         | 1674/75–1678/79 in den geraden Jahren | |
| Hans Georg Wagner der Jüngere                  | 1675/76 ab 26. Aug. 1675, 1677/78–1687/88 in den ungeraden Jahren                                                                                        | |
| Franz von Sury                                 | 1680/81–1698/99 in den geraden Jahren, 24. Juni 1700–24. Feb. 1701                                                                                       | |
| Johann Viktor Besenval von Brunnstatt          | 1689/90–1711/12 in den ungeraden Jahren, 24. Juni–23. Dez. 1713                                                                                          | «Reichster und mächtigster Solothurner seiner Zeit» |
| Urs Sury von Bussy                             | 1701 28. Feb.–24. Juni, 1702/03, 1704/05, 24. Juni 1706–21. Juni 1707                                                                                    | |
| Johann Ludwig von Roll von Emmenholz           | 1708/09–1716/17 in den geraden Jahren | Wie sein Vorgänger Urs Sury von Bussy Gegner der Abhängigkeit von Frankreich und damit Gegenspieler des Frankreich-freundlichen Johann Viktor Besenval                                                            |
| Johann Friedrich von Roll                      | 1713/14 ab 26. Dez. 1713, 1715/16–1721/22 in den ungeraden Jahren                                                                                        | |
| Johann Jakob Josef Glutz-Ruchti                | 1718/19, 1720/21, 24. Juni 1722–8. Feb. 1723 | |
| Hieronymus Sury                                | 1723 11. Feb.–24. Juni, 1724/25–1734/35 in den geraden Jahren, 24. Juni–12. Okt. 1736                                                                    | |
| Johann Josef Wilhelm Sury von Steinbrugg       | 1723/24–1739/40 in den ungeraden Jahren, 24. Juni 1741–23. März 1742                                                                                     | |
| Josef Benedikt Tugginer                        | 1736/37 ab 15. Okt. 1736, 1738/39, 1740/41, 24. Juni 1742–5. Mai 1743                                                                                    | |
| Franz Victor Buch                              | 1742 26. März–24. Juni, 1743/44–1763/64 in den ungeraden Jahren                                                                                          | |
| Urs Viktor Josef von Roll                      | 1743 8. Mai–24. Juni, 1744/45–1756/57 in den geraden Jahren, 24. Juni 1758–23. April 1759                                                                | |
| Franz Viktor Augustin von Roll von Emmenholz   | 1759 26. April–24. Juni, 1760/61–1770/71 in den geraden Jahren, 24. Juni 1772 – 8. Juni 1773                                                             | Anführer der französischen Partei, mit Abstand der reichste Solothurner seiner Zeit |
| Urs Viktor Schwaller                           | 1765/66–1777/78 in den ungeraden Jahren | |
| Karl Stephan Glutz-Ruchti                      | 1773 11. Juni–24. Juni, 1774/75–1794/95 in den geraden Jahren                                                                                            | «Musterbeispiel eines aufgeklärten Aristokraten». Mitglied und 1767 Präsident der Helvetischen Gesellschaft, 1761 Gründungsmitglied der Ökonomischen Gesellschaft Solothurn                                       |
| Ludwig Benedikt Tugginer                       | 1779/80–1791/92 in den ungeraden Jahren | |
| Viktor Josef Balthasar Wallier von Sankt Albin | 1793/94, 1795/96, 1797–2. März 1798 | |
| Karl Josef Fidel Grimm                         | 1796/97 | |
| Peter Joseph Glutz-Ruchti                      | 1803 gewählt 6. April, 1805, 1807, 1809, 1812, 1814 bis 8. Jan., 1816–1830 in den geraden Jahren                                                         | |
| Heinrich Daniel Balthasar Grimm von Wartenfels | 1804–1810 in den geraden Jahren, 1811, 1813 | |
| Josef Hermenegild Arregger von Wildensteg      | 1814 gewählt 9. Jan. als Statthalter und 21. Mai als Schultheiss, 1815–1829 in den ungeraden Jahren, 1831 bis 14. März                                   | |